# Expeditie Robinson: Strijd der Titanen
Expeditie Robinson: Strijd der Titanen (en castellano, Expedición Robinson: La Batalla de los Titanes) fue un reality show de supervivencia extrema, esta es la 1.ra temporada especial del reality show belga-holandés Expeditie Robinson, transmitido por Talpa y KanaalTwee. Fue conducido por Ernst-Paul Hasselbach y Lotte Verlackt, se estrenó el 27 de marzo de 2006 y finalizó el 29 de mayo de 2006. Esta temporada fue grabado en Filipinas, específicamente en el archipiélago Palawan y contó con 17 exparticipantes de temporadas anteriores. El holandés Ryan Esch es quien ganó esta temporada.
Esta primera temporada especial contó con 17 exparticipantes de temporadas anteriores divididos en 2 tribus; la primera es la tribu Kamp Noord representada por el color verde y la segunda es Kamp Zuid representada por el color amarillo. Esta temporada duró 31 días.

## Equipo del Programa
- Presentadores: 
  - Ernst-Paul Hasselbach, lidera las competencias por equipos.
  - Roos Van Acker, lidera los consejos de eliminación.

## Participantes
| Participante                             | Edad | Tribu Original | Tribu Definitiva                                         | Resultado Final                                           | Estadía |
| ---------------------------------------- | ---- | -------------- | -------------------------------------------------------- | --------------------------------------------------------- | ------- |
| Ryan Esch Empresario.                    | 39   | Kamp Zuid      | Panga                                                    | Ganador de Expeditie Robinson: Strijd der Titanen         | 31 días |
| Jennifer Smit Profesora de Edu. Física.  | 47   | Kamp Zuid      | Panga                                                    | 2.° lugar de Expeditie Robinson: Strijd der Titanen       | 31 días |
| Frank Meulder Techador.                  | 39   | Kamp Zuid      | Panga                                                    | 15.to Eliminado de Expeditie Robinson: Strijd der Titanen | 30 días |
| Richard Mackowiak Minero jubilado.       | 49   | Kamp Zuid      | Panga                                                    | 14.to Eliminado de Expeditie Robinson: Strijd der Titanen | 30 días |
| Karin Lindenhovius Empresaria.           | 32   | Kamp Noord     | Panga                                                    | 13.ra Eliminada de Expeditie Robinson: Strijd der Titanen | 29 días |
| Lydia Guiso Estudiante.                  | 23   | Kamp Noord     | Panga                                                    | 12.da Eliminada de Expeditie Robinson: Strijd der Titanen | 27 días |
| Mick Poelvoorde Dueño de un restaurante. | 41   | Kamp Noord     | Panga                                                    | 11.er Eliminado de Expeditie Robinson: Strijd der Titanen | 26 días |
| Veronique Pryker Contadora.              | 38   | Kamp Zuid      | Panga                                                    | 10.ma Eliminada de Expeditie Robinson: Strijd der Titanen | 24 días |
| Pieter d'Hane Empresario.                | 40   | Kamp Zuid      | Panga                                                    | 9.no Eliminado de Expeditie Robinson: Strijd der Titanen  | 23 días |
| Fleur Roozenburg Gerente.                | 25   | Kamp Noord     | Panga                                                    | 8.va Eliminada de Expeditie Robinson: Strijd der Titanen  | 21 días |
| Melvin Pigot Consultor.                  | 37   | Kamp Noord     | Panga                                                    | 7.mo Eliminado de Expeditie Robinson: Strijd der Titanen  | 20 días |
| Maxime Verbist Cocinero.                 | 27   | Kamp Noord     | Panga                                                    | 6.to Eliminado de Expeditie Robinson: Strijd der Titanen  | 18 días |
| Douwe Popma Capitán de buque.            | 49   | Kamp Zuid      |                                                          | 5.to Eliminado de Expeditie Robinson: Strijd der Titanen  | 17 días |
| Jakobien Huisman Periodista.             | 36   | Kamp Zuid      | 4.ta Eliminada de Expeditie Robinson: Strijd der Titanen | 14 días                                                   |         |
| Ilona Laan Empleada polivalente.         | 25   | Kamp Noord     | 3.ra Eliminada de Expeditie Robinson: Strijd der Titanen | 11 días                                                   |         |
| Erestine Schweig Contadora.              | 45   | Kamp Noord     | 2.da Eliminada de Expeditie Robinson: Strijd der Titanen | 7 días                                                    |         |
| Björn Lemeire Jardinero.                 | 37   |                | 1.er Eliminado de Expeditie Robinson: Strijd der Titanen | 4 días                                                    |         |

## Participantes en temporadas anteriores
| Participante       | Año  | Temporada               | Resultado       |
| ------------------ | ---- | ----------------------- | --------------- |
| Ryan Esch          | 2003 | Expeditie Robinson 2003 | 10.mo Eliminado |
| Jennifer Smit      | 2001 | Expeditie Robinson 2001 | 11.ra Eliminada |
| Frank Meulder      | 2004 | Expeditie Robinson 2004 | Ganador         |
| Richard Mackowiak  | 2001 | Expeditie Robinson 2001 | Ganador         |
| Karin Lindenhovius | 2000 | Expeditie Robinson 2000 | Ganadora        |
| Lydia Guiso        | 2002 | Expeditie Robinson 2002 | 10.ma Eliminada |
| Mick Poelvoorde    | 2004 | Expeditie Robinson 2004 | 12.do Eliminado |
| Veronique Pryker   | 2000 | Expeditie Robinson 2000 | 11.ra Eliminada |
| Pieter d'Hane      | 2001 | Expeditie Robinson 2001 | 14.to Eliminado |
| Fleur Roozenburg   | 2005 | Expeditie Robinson 2005 | 15.ta Eliminada |
| Melvin Pigot       | 2000 | Expeditie Robinson 2000 | 13.er Eliminado |
| Maxime Verbist     | 2005 | Expeditie Robinson 2005 | 11.er Eliminado |
| Douwe Popma        | 2005 | Expeditie Robinson 2005 | 12.do Eliminado |
| Jakobien Huisman   | 2002 | Expeditie Robinson 2002 | 9.na Eliminada  |
| Ilona Laan         | 2003 | Expeditie Robinson 2003 | 14.ta Eliminada |
| Erestine Schweig   | 2004 | Expeditie Robinson 2004 | 2.da Eliminada  |
| Björn Lemeire      | 2003 | Expeditie Robinson 2003 | 9.no Eliminado  |

## Desarrollo

### Competencias
| Episodio | Emisión             | Inmunidad       | Eliminado | Salida |
| -------- | ------------------- | --------------- | --------- | ------ |
| 1        | 27 de marzo de 2006 |                 | Björn     | Día 4  |
| 2        | 3 de abril de 2006  | Kamp Zuid       | Erestine  | Día 7  |
| 3        | 10 de abril de 2006 | Kamp Zuid       | Ilona     | Día 11 |
| 4        | 17 de abril de 2006 | Kamp Noord      | Jakobien  | Día 14 |
| 5        | 24 de abril de 2006 | Kamp Noord      | Douwe     | Día 17 |
| 6        | 1 de mayo de 2006   | Mick            | Maxime    | Día 18 |
| 6        | 1 de mayo de 2006   | Mick            | Melvin    | Día 20 |
| 7        | 8 de mayo de 2006   | Mick            | Fleur     | Día 21 |
| 7        | 8 de mayo de 2006   | Mick            | Pieter    | Día 23 |
| 8        | 15 de mayo de 2006  | Richard         | Veronique | Día 24 |
| 8        | 15 de mayo de 2006  | Richard         | Mick      | Día 26 |
| 9        | 22 de mayo de 2006  | Richard         | Lydia     | Día 27 |
| 9        | 22 de mayo de 2006  | Richard         | Karin     | Día 29 |
| 10       | 29 de mayo de 2006  | Ryan / Jennifer | Richard   | Día 30 |
| 10       | 29 de mayo de 2006  | Ryan / Jennifer | Frank     | Día 30 |
| Episodio | Emisión             | Consejo final   | Ganadora  | Salida |
| 10       | 29 de mayo de 2006  | Ryan / Jennifer | Ryan      | Día 31 |

### Jurado Final
| Participante | Puesto     | Vota por |
| ------------ | ---------- | -------- |
| Melvin       | 1° Miembro | Ryan     |
| Pieter       | 2° Miembro | Ryan     |
| Mick         | 3° Miembro | Ryan     |
| Karin        | 4° Miembro | Ryan     |
| Richard      | 5° Miembro | Jennifer |
| Frank        | 6° Miembro | Jennifer |

## Estadísticas Semanales
| Ryan      | No compite | Gana      | Gana      | Salvado   | Salvado   | Salvado   | Salvado   | Salvado   | Salvado   | Ganador   |
| Jennifer  | No compite | Gana      | Gana      | Salvada   | Salvada   | Salvada   | Salvada   | Salvada   | Salvada   | 2.º Lugar |
| Frank     | No compite | Gana      | Gana      | Salvado   | Salvado   | Salvado   | Salvado   | Salvado   | Salvado   | Eliminado |
| Richard   | No compite | Gana      | Gana      | Salvado   | Salvado   | Salvado   | Salvado   | Inmune    | Inmune    | Eliminado |
| Karin     | No compite | Salvada   | Salvada   | Gana      | Gana      | Salvada   | Salvada   | Salvada   | Eliminada |           |
| Lydia     | No compite | Salvada   | Salvada   | Gana      | Gana      | Salvada   | Salvada   | Salvada   | Eliminada |           |
| Mick      | No compite | Salvado   | Salvado   | Gana      | Gana      | Inmune    | Inmune    | Eliminado |           |           |
| Veronique | No compite | Gana      | Gana      | Salvada   | Salvada   | Salvada   | Salvada   | Eliminada |           |           |
| Pieter    | No compite | Gana      | Gana      | Salvado   | Salvado   | Salvado   | Eliminado |           |           |           |
| Fleur     | No compite | Salvada   | Salvada   | Gana      | Gana      | Salvada   | Eliminada |           |           |           |
| Melvin    | No compite | Salvado   | Salvado   | Gana      | Gana      | Eliminado |           |           |           |           |
| Maxime    | No compite | Salvado   | Salvado   | Gana      | Gana      | Eliminado |           |           |           |           |
| Douwe     | No compite | Gana      | Gana      | Salvado   | Eliminado |           |           |           |           |           |
| Jakobien  | No compite | Gana      | Gana      | Eliminada |           |           |           |           |           |           |
| Ilona     | No compite | Salvada   | Eliminada |           |           |           |           |           |           |           |
| Erestine  | No compite | Eliminada |           |           |           |           |           |           |           |           |
| Björn     | Eliminado  |           |           |           |           |           |           |           |           |           |

Competencia en equipos (Días 1-17)
     El participante gana junto a su equipo y continua en competencia.
     El participante pierde junto a su equipo pero no es eliminado.
     El participante pierde junto a su equipo y posteriormente es eliminado.
     El participante es eliminado, pero vuelve a ingresar.
     El participante no compite junto a su equipo esta semana.
Competencia individual (Días 18-31)
     Ganador de Expeditie Robinson: Strijd der Titanen.
     2°.Lugar de Expeditie Robinson: Strijd der Titanen.
     El participante gana la competencia y queda inmune.
     El participante pierde la competencia, pero no es eliminado.
     El participante es eliminado de la competencia, por medio de votos.
     El participante es eliminado de la competencia, por medio de un duelo.